# Lassy (Ille-et-Vilaine)
Lassy település Franciaországban, Ille-et-Vilaine megyében. Lakosainak száma 1817 fő (2022. január 1.). Lassy Goven, Baulon, Guichen és Guignen községekkel határos.

## Népesség
A település népességének változása:
| Lakosok száma | 373  | 729  | 911  | 1311 | 1504 | 1613 | 1702 | 1757 | 1772 | 1817 |
|               | 1968 | 1982 | 1990 | 2006 | 2013 | 2015 | 2017 | 2019 | 2020 | 2022 |